# Relations entre la Bosnie-Herzégovine et la Turquie
Les relations entre la Bosnie-Herzégovine et la Turquie désignent les relations entre la République de Bosnie-Herzégovine et la République de Turquie depuis 1992.

## Histoire
Les relations diplomatiques entre la Bosnie-Herzégovine et la Turquie sont établies en 1992. 